# Belgrandia minuscula
Belgrandia minuscula е вид коремоного от семейство Hydrobiidae.

## Разпространение
Видът е разпространен в Италия.